# Amsterdamsche Football Club Ajax 2009-2010
Questa pagina raccoglie i dati riguardanti l'Amsterdamsche Football Club Ajax nelle competizioni ufficiali della stagione 2009-2010.

## Stagione
In questa stagione sulla panchina dei Lancieri c'è Martin Jol. La squadra si qualifica alla prima edizione dell'Europa League battendo nettamente lo Slovan Bratislava nei playoff, mentre nella fase a gruppi termina secondo a pari punti con l'Anderlecht, facendo meglio di Dinamo Zagabria e Timișoara. Il cammino si interrompe però nei sedicesimi dopo l'incontro con la Juventus, che riesce a recuperare il gol iniziale di Miralem Sulejmani e ad espugnare l'Amsterdam ArenA grazie alla doppietta di Amauri. I Lancieri sono poi eliminati dalla competizione in seguito al pareggio a reti inviolate nella gara di ritorno di Torino.
La stagione si conclude col secondo posto in campionato che vale la qualificazione alla prossima Champions League, un solo punto dietro al Twente campione; l'Ajax ha però di gran lunga il miglior attacco (ben centosei gol) e la miglior difesa (solo venti gol incassati), inoltre Luis Alberto Suárez è capocannoniere con trentacinque gol. I Lancieri conquistano comunque, dopo la vittoria complessiva per 6-1 sul Feyenoord nella finale, la diciottesima KNVB beker.

## Organigramma societario
Fonte
Area direttiva
- Presidente:  Uri Coronel.

Area tecnica
- Allenatore:  Martin Jol.

## Rosa

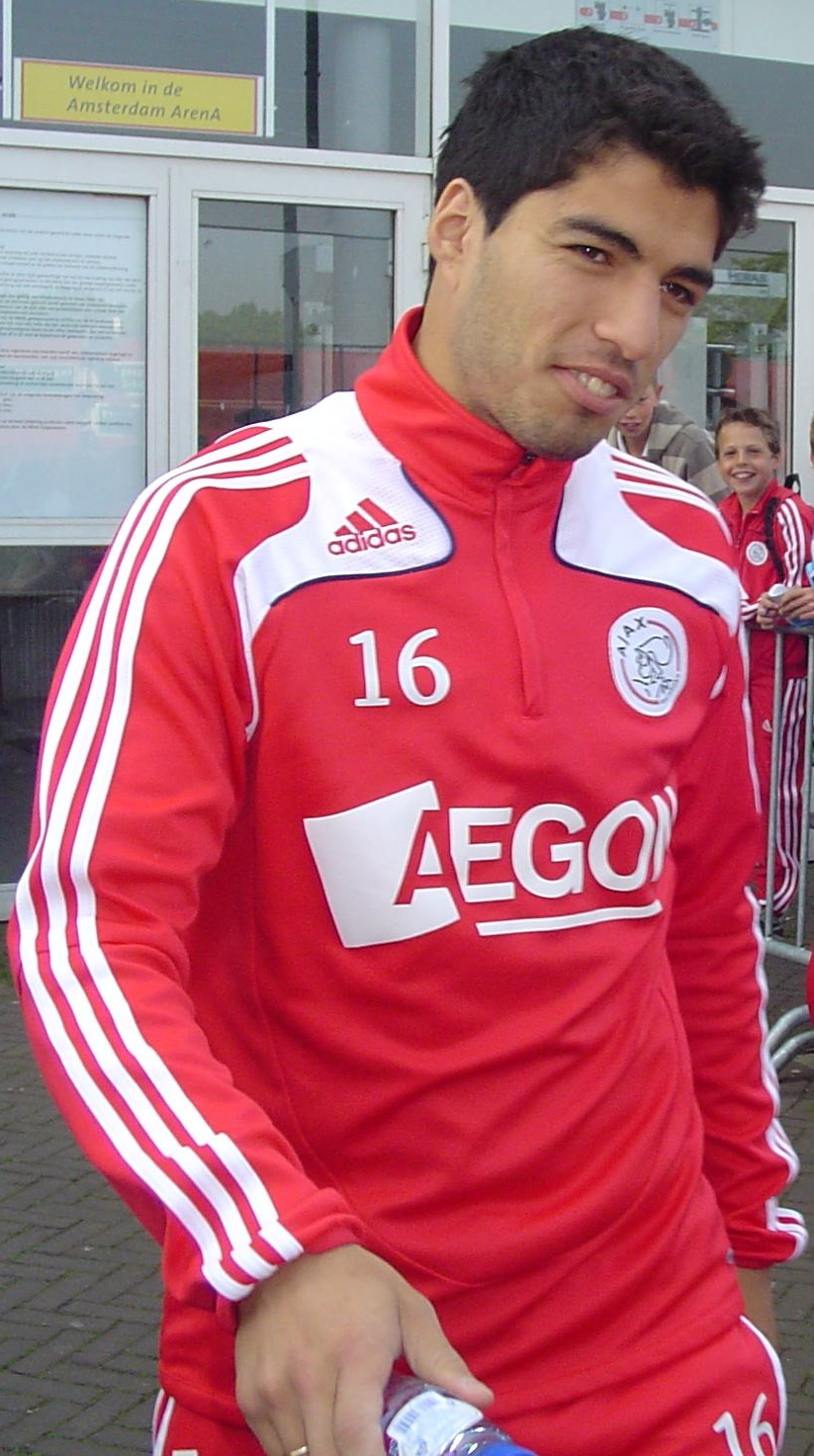
Luis Suárez, capocannoniere in Eredivisie e calciatore olandese dell'anno.

| N. |                        | Ruolo | Calciatore           |
| -- | ---------------------- | ----- | -------------------- |
| 1  | Paesi Bassi (bandiera) | P     | Maarten Stekelenburg |
| 2  | Paesi Bassi (bandiera) | D     | Gregory van der Wiel |
| 3  | Spagna (bandiera)      | D     | Oleguer              |
| 5  | Belgio (bandiera)      | D     | Jan Vertonghen       |
| 6  | Svezia (bandiera)      | C     | Rasmus Lindgren      |
| 7  | Camerun (bandiera)     | D     | Thimothée Atouba     |
| 8  | Paesi Bassi (bandiera) | C     | Urby Emanuelson      |
| 9  | Serbia (bandiera)      | A     | Marko Pantelić       |
| 10 | Serbia (bandiera)      | A     | Miralem Sulejmani    |
| 11 | Marocco (bandiera)     | C     | Ismaïl Aissati       |
| 12 | Paesi Bassi (bandiera) | P     | Kenneth Vermeer      |
| 15 | Uruguay (bandiera)     | D     | Bruno Silva          |
| 16 | Uruguay (bandiera)     | A     | Luis Alberto Suárez  |
| 17 | Paesi Bassi (bandiera) | D     | Rob Wielaert         |
| 18 | Spagna (bandiera)      | C     | Gabri                |
| 19 | Belgio (bandiera)      | D     | Toby Alderweireld    |
| 20 | Croazia (bandiera)     | A     | Darío Cvitanich      |
| 21 | Camerun (bandiera)     | C     | Eyong Enoh           |

| N. |                             | Ruolo | Calciatore               |
| -- | --------------------------- | ----- | ------------------------ |
| 22 | Paesi Bassi (bandiera)      | C     | Siem de Jong             |
| 23 | Antille Olandesi (bandiera) | C     | Vurnon Anita             |
| 24 | Paesi Bassi (bandiera)      | C     | Jan-Arie van der Heijden |
| 25 | Paesi Bassi (bandiera)      | C     | Evander Sno              |
| 26 | Ghana (bandiera)            | C     | Jeffrey Sarpong          |
| 27 | Paesi Bassi (bandiera)      | D     | Daley Blind              |
| 28 | Danimarca (bandiera)        | C     | Dennis Rommedahl         |
| 29 | Paesi Bassi (bandiera)      | C     | Mitchell Donald          |
| 30 | Romania (bandiera)          | D     | George Ogăraru           |
| 33 | Antille Olandesi (bandiera) | A     | Javier Martina           |
| 34 | Svezia (bandiera)           | C     | Kennedy Bakırcıoğlu      |
| 39 | Croazia (bandiera)          | A     | Darko Bodul              |
| 39 | Corea del Sud (bandiera)    | A     | Suk Hyun-jun             |
| 40 | Paesi Bassi (bandiera)      | C     | Demy de Zeeuw            |
| 41 | Paesi Bassi (bandiera)      | P     | Jeroen Verhoeven         |
| 43 | Paesi Bassi (bandiera)      | C     | Marvin Zeegelaar         |
| 45 | Uruguay (bandiera)          | C     | Nicolás Lodeiro          |
| 51 | Danimarca (bandiera)        | C     | Christian Eriksen        |

## Statistiche

### Statistiche di squadra
| Competizione  | Punti | Totale | Totale | Totale | Totale | Totale | Totale |
| Competizione  | Punti | G      | V      | N      | P      | Gf     | Gs     |
| ------------- | ----- | ------ | ------ | ------ | ------ | ------ | ------ |
| Eredivisie    | 85    | 34     | 27     | 4      | 3      | 106    | 20     |
| KNVB beker    | -     | 7      | 7      | 0      | 0      | 33     | 6      |
| Europa League | 11    | 10     | 5      | 3      | 2      | 16     | 9      |
| Totale        |       | 51     | 39     | 7      | 5      | 155    | 35     |

### Statistiche individuali
- Capocannoniere dell'Eredivisie
  -  Luis Alberto Suárez (35 gol)
- Calciatore olandese dell'anno
  -  Luis Alberto Suárez